# Томас Флах
Томас Флах (нім. Thomas Flach, 3 червня 1956) — німецький яхтсмен.
Олімпійський чемпіон 1988 (клас Солінґ), 1996 (клас Солінґ) років, учасник 1992 року.